# Пицарото (Ређо Емилија)
Пицарото је насеље у Италији у округу Ређо Емилија, региону Емилија-Ромања.
Према процени из 2011. у насељу је живело 16 становника. Насеље се налази на надморској висини од 345 м.